# Challenger (téléfilm)
Pour les articles homonymes, voir Challenger.
Challenger est un téléfilm américain réalisé par Glenn Jordan, sorti en 25 février 1990 aux États-Unis.

## Synopsis
Pour un article plus général, voir Accident de la navette spatiale Challenger.
Le thème est l'accident de la navette spatiale Challenger arrivé quatre ans plus tôt sur un scénario de George Englund.

## Fiche technique
Parmi les acteurs, il y a notamment Karen Allen, Angela Bassett, Lane Smith et Peter Boyle.
Le film dure 160 minutes.
genre : drame

## Distribution
- Karen Allen
- Barry Bostwick
- Richard Jenkins
- Joe Morton
- Keone Young
- Brian Kerwin
- Julie Fulton
- Kale Browne
- Kristin Bond
- Angela Bassett
- Peter Boyle

## Récompenses et distinctions
Il remporta le « Outstanding Sound Editing for a Miniseries or a Special » et fut nommé pour la catégorie « Outstanding Sound Mixing for a Drama Miniseries or a Special » en 1990 aux Emmy Awards.